# Военный комитет НАТО

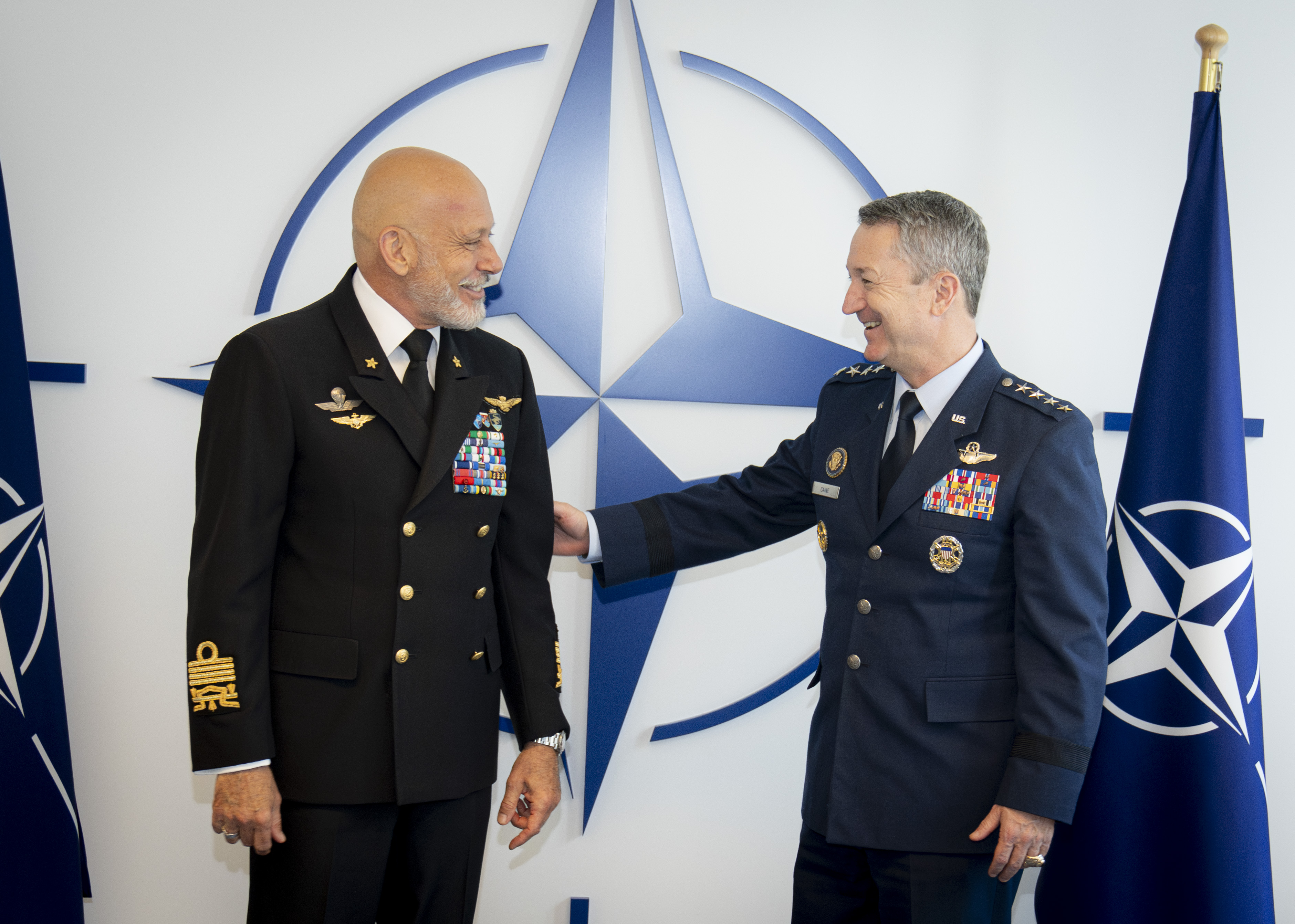
Председатель Военного комитета НАТО и представитель США генерал Дэн Кейн (2025)

Военный комитет Организации Североатлантического договора является органом НАТО, в состав которого входят начальники штаба обороны государств-членов. Начальники штаба обороны регулярно представлены в Военном комитете, их постоянными военными представителями, которые чаще всего являются двух- или трёхзвездными офицерами. Как и Совет, Военный комитет также встречается на более высоком уровне, а именно на уровне глав министерств обороны НАТО.

## Роль

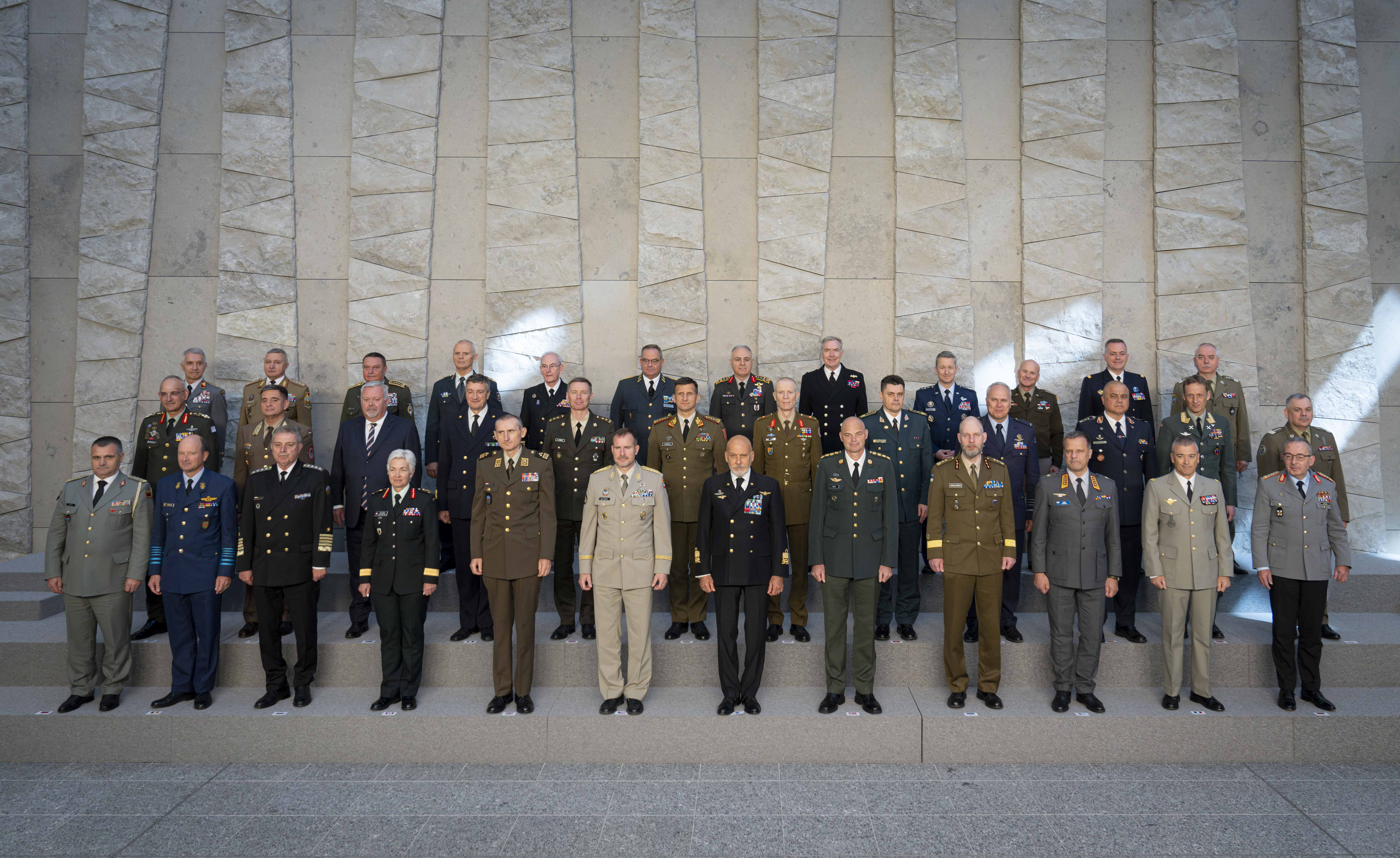
Международный военный штаб (2025 г.)

Военный комитет консультирует Североатлантический совет по вопросам лучшей военной политики и стратегии. Также Военный комитет помогает и консультирует Комитет оборонного планирования и Группу ядерного планирования по военным вопросам. Его основная роль заключается в предоставлении руководства и рекомендаций по военной политике и стратегии. Он обеспечивает руководство по военным вопросам для стратегических командиров НАТО, чьи представители присутствуют на его заседаниях, и несет ответственность за общее ведение военных дел Альянса под руководством Совета. Исполнительным органом Военного комитета является Международный военный штаб.

## История
Создан в 1949 году во время первой сессии Совета в Вашингтоне, Военный комитет является высшим военным органом НАТО и консультирует Североатлантический совет, стратегических командиров НАТО, Верховных главнокомандующих ОВС НАТО по трансформации и Главнокомандующих объединёнными силами в Европе.
До 2008 года Военный Комитет не включал Францию из-за её решения выйти из военной структуры НАТО в 1966 году. До того момента как Франция вернулась в НАТО, она не была представлена в Комитете оборонного планирования, что часто приводило к конфликтам между Францией и остальными членами Альянса, как например, в ходе операции «Свобода Ираку».